# Gpsim
 (février 2013).
gpsim est un environnement de simulation de microcontrôleur PIC sous licence GPL.